# JOYRIDE (BOOM BOOM SATELLITESのアルバム)
『JOYRIDE』（ジョイライド）は、日本のビッグ・ビートユニット、BOOM BOOM SATELLITESの1stミニアルバム。1997年11月1日、ソニー・ミュージックレコーズより発売。本アルバムの発売から3年後にあたる2000年7月11日、R&SレコーズからEU盤、アジアンマンレコーズからUS盤が発売。

## 解説
- メジャー1stミニアルバム。BOOM BOOM SATELLITESが初めて日本でリリースした音源。
- 『HITS CUTS NOW』のBGMとして「JOYRIDE」と「DUB ME CRAZY VER.02」がよくかけられていた。

## 収録曲
1. 4 A MOMENT OF SILENCE (6:43)
ワーナー・ブラザース映画『ダークナイト』劇中曲
2. JOYRIDE (6:42)
3. BIKE RIDE TO THE MOON (7:10)
4. DUB ME CRAZY Ver.02 (6:46)
5. LOW BLOW (9:01)
6. THE WONDERFUL WIZARD OF DUB (6:53)

全作詞・作曲・編曲：BOOM BOOM SATELLITES
US盤は、7曲目に「JOYRIDE 〜 Progression → Final Operation (BBS REMIX) (6:04)」がボーナストラックとして収録されている。